# 엘 비엔아마도
《엘 비엔아마도》(스페인어: El bienamado)은 2017년 방영된 멕시코의 텔레노벨라이다.